# غيورغ براون
غيورغ براون (بالألمانية: Georg Braun)‏ (22 فبراير 1907 – 22 سبتمبر 1963) لاعب كرة قدم نمساوي راحل كان يجيد اللعب في خط الهجوم .
لعب طوال مسيرته الرياضية في أندية دونوستادت (1922-1923) شتراوسينبان فيينا (1923-1925) فينر (1925-1935) فاكر فيينا (1935) رين (1935-1939) لاسك لينز (1939).
مثل منتخب النمسا في 13 مباراة مسجلا هدف واحد (1928-1935). شارك مع منتخب النمسا في بطولة كأس العالم 1934 في إيطاليا حيث احتل المركز الرابع.
تولى تدريب أندية لاسك لينز (1946-1952) منتخب إثيوبيا، فويست لينز (1956-1957) غرون-فايس ميخيلدورف.

## وصلات خارجية
- غيورغ براون على موقع الاتحاد الدولي (مؤرشف)  (الإنجليزية)
- غيورغ براون على موقع قاعدة بيانات كرة القدم.إي يو (الإنجليزية)
- غيورغ براون على موقع ناشيونال فوتبول تيمز (الإنجليزية)
- سيرة ذاتية